# Manchester United F.C. mùa bóng 1937–38
Mùa giải 1937-38 là mùa giải thứ 42 của Manchester United F.C. ở The Football League.
Mùa giải bắt đầu với vị Huấn luyện viên Scott Duncan sau khi xuống hạng của câu lạc bộ, nhưng ông đã bị sa thải vào ngày 7 tháng 11 năm 1937 và hai ngày sau đó đội bóng bổ nhiệm ông Walter Crickmer làm Huấn luyện viên lần thứ hai.
Vào cuối mùa giải, United kết thúc thứ hai trong bảng xếp hạng và được thăng hạng để trở lại giải hạng nhất, nơi đó United tham gia thi đấu 36 năm tiếp theo.

## Giải bóng đá hạng hai Anh
| Thời gian               | Đối thủ              | H/A | Tỷ số Bt-Bb | Cầu thủ ghi bàn                    | Số lượng khán giả |
| ----------------------- | -------------------- | --- | ----------- | ---------------------------------- | ----------------- |
| 28 tháng 8 năm 1937     | Newcastle United     | H   | 3 – 0       | Manley (2), Bryant                 | 29,446            |
| 30 tháng 8 năm 1937     | Coventry City        | A   | 0 – 1       |                                    | 30,575            |
| 4 tháng 9 năm 1937      | Luton Town           | A   | 0 – 1       |                                    | 20,610            |
| 8 tháng 9 năm 1937      | Coventry City        | H   | 2 – 2       | Bamford, Bryant                    | 17,455            |
| 11 tháng 9 năm 1937     | Barnsley             | H   | 4 – 1       | Bamford (3), Manley                | 22,394            |
| 13 tháng 9 năm 1937     | Bury                 | A   | 2 – 1       | Ferrier (2)                        | 9,954             |
| 18 tháng 9 năm 1937     | Stockport County     | A   | 0 – 1       |                                    | 24,386            |
| 25 tháng 9 năm 1937     | Southampton          | H   | 1 – 2       | Manley                             | 22,729            |
| 2 tháng 10 năm 1937     | Sheffield United     | H   | 0 – 1       |                                    | 20,105            |
| 9 tháng 10 năm 1937     | Tottenham Hotspur    | A   | 1 – 0       | Manley                             | 31,189            |
| 16 tháng 10 năm 1937    | Blackburn Rovers     | A   | 1 – 1       | Bamford                            | 19,580            |
| 23 tháng 10 năm 1937    | Sheffield Wednesday  | H   | 1 – 0       | Ferrier                            | 16,379            |
| 30 tháng 10 năm 1937    | Fulham               | A   | 0 – 1       |                                    | 17,350            |
| 6 tháng 11 năm 1937     | Plymouth Argyle      | H   | 0 – 0       |                                    | 18,359            |
| 13 tháng 11 năm 1937    | Chesterfield         | A   | 7 – 1       | Bamford (4), Baird, Bryant, Manley | 17,407            |
| 20 tháng 11 năm 1937    | Aston Villa          | H   | 3 – 1       | Bamford, Manley, Pearson           | 33,193            |
| 27 tháng 11 năm 1937    | Norwich City         | A   | 3 – 2       | Baird, Bryant, Pearson             | 17,397            |
| 4 tháng 12 năm 1937     | Swansea Town         | H   | 5 – 1       | Rowley (4), Bryant                 | 17,782            |
| 11 tháng 12 năm 1937    | Bradford Park Avenue | A   | 0 – 4       |                                    | 12,004            |
| 27 tháng 12 năm 1937    | Nottingham Forest    | H   | 4 – 3       | Baird (2), McKay, Wrigglesworth    | 30,778            |
| 28 tháng 12 năm 1937    | Nottingham Forest    | A   | 3 – 2       | Bamford, Bryant, Carey             | 19,283            |
| 1 tháng 1 năm 1938      | Newcastle United     | A   | 2 – 2       | Bamford, Rowley                    | 40,088            |
| 15 tháng 1 năm 1938     | Luton Town           | H   | 4 – 2       | Bamford, Bryant, Carey, McKay      | 16,845            |
| 29 tháng 1 năm 1938     | Stockport County     | H   | 3 – 1       | Bamford, Bryant, McKay             | 31,852            |
| 2 tháng 2 năm 1938      | Barnsley             | A   | 2 – 2       | Rowley, Smith                      | 7,859             |
| 5 tháng 2 năm 1938      | Southampton          | A   | 3 – 3       | Redwood (2), Baird                 | 20,354            |
| 17 tháng 2 năm 1938     | Sheffield United     | A   | 2 – 1       | Bryant, Smith                      | 17,754            |
| 19 tháng 2 năm 1938     | Tottenham Hotspur    | H   | 0 – 1       |                                    | 34,631            |
| 23 tháng 2 năm 1938     | West Ham United      | H   | 4 – 0       | Baird (2), Smith, Wassall          | 14,572            |
| 26 tháng 2 năm 1938     | Blackburn Rovers     | H   | 2 – 1       | Baird, Bryant                      | 30,892            |
| 5 tháng 3 năm 1938      | Sheffield Wednesday  | A   | 3 – 1       | Baird, Brown, Rowley               | 37,156            |
| 12 tháng 3 năm 1938     | Fulham               | H   | 1 – 0       | Baird                              | 30,363            |
| 19 tháng 3 năm 1938     | Plymouth Argyle      | A   | 1 – 1       | Rowley                             | 20,311            |
| 26 tháng 3 năm 1938     | Chesterfield         | H   | 4 – 1       | Smith (2), Bryant, Carey           | 27,311            |
| 2 tháng 4 năm 1938      | Aston Villa          | A   | 0 – 3       |                                    | 54,654            |
| 9 tháng 4 năm 1938      | Norwich City         | H   | 0 – 0       |                                    | 25,879            |
| 15 tháng 4 năm 1938     | Burnley              | A   | 0 – 1       |                                    | 28,459            |
| 16 tháng 4 năm 1938     | Swansea Town         | A   | 2 – 2       | Rowley, Smith                      | 13,811            |
| 18 tháng 4 năm 1938     | Burnley              | H   | 4 – 0       | McKay (2), Baird, Bryant           | 35,808            |
| 23 tháng 4 năm 1938     | Bradford Park Avenue | H   | 3 – 1       | Baird, McKay, Smith                | 28,919            |
| 30 tháng 4 năm 1938     | West Ham United      | A   | 0 – 1       |                                    | 14,816            |
| ngày 7 tháng 5 năm 1938 | Bury                 | H   | 2 – 0       | McKay, Smith                       | 53,604            |

| # | Câu lạc bộ          | Tr | T  | H | B  | Bt | Bb | Hs  | Điểm |
| - | ------------------- | -- | -- | - | -- | -- | -- | --- | ---- |
| 1 | Aston Villa         | 42 | 25 | 7 | 10 | 73 | 35 | +38 | 57   |
| 2 | Manchester United   | 42 | 22 | 9 | 11 | 82 | 50 | +32 | 53   |
| 3 | Sheffield Wednesday | 42 | 22 | 9 | 11 | 73 | 56 | +17 | 53   |

## FA Cup
| Thời gian           | Vòng đấu       | Đối thủ     | H/A | Tỷ số Bt-Bb | Cầu thủ ghi bàn         | Số lượng khán giả |
| ------------------- | -------------- | ----------- | --- | ----------- | ----------------------- | ----------------- |
| 8 tháng 1 năm 1938  | Vòng 3         | Yeovil Town | H   | 3 – 0       | Baird, Bamford, Pearson | 49,004            |
| 22 tháng 1 năm 1938 | Vòng 4         | Barnsley    | A   | 2 – 2       | Baird, Carey            | 35,549            |
| 26 tháng 1 năm 1938 | Vòng 4 Đấu lại | Barnsley    | H   | 1 – 0       | Baird                   | 33,601            |
| 12 tháng 2 năm 1938 | Vòng 5         | Brentford   | A   | 0 – 2       |                         | 24,147            |